# Малиновское сельское поселение (Кожевниковский район)
Мали́новское се́льское поселе́ние — муниципальное образование, которое находится в Кожевниковском районе Томской области Российской Федерации.
Административный центр — село Малиновка.

## История
Статус и границы сельского поселения установлены Законом Томской области от 10 сентября 2004 года № 202-ОЗ «О наделении статусом муниципального района, сельского поселения и установлении границ муниципальных образований на территории Кожевниковского района».

## Население
| 2002  | 2010  | 2012  | 2013  | 2014  | 2015  | 2016  |
| ----- | ----- | ----- | ----- | ----- | ----- | ----- |
| 1780  | ↘1429 | ↘1398 | ↘1336 | ↘1323 | ↘1302 | ↘1287 |
| 2017  | 2018  | 2019  | 2020  | 2021  |       |       |
| ↘1241 | →1241 | →1241 | ↘1232 | ↘1183 |       |       |

## Состав сельского поселения
| № | Населённый пункт | Тип населённого пункта       | Население |
| - | ---------------- | ---------------------------- | --------- |
| 1 | Борзуновка       | деревня                      | ↗187      |
| 2 | Верхняя Уртамка  | деревня                      | ↗71       |
| 3 | Малиновка        | село, административный центр | ↘344      |
| 4 | Новосергеевка    | село                         | ↘269      |
| 5 | Тека             | село                         | ↘312      |